# Labia minor
Labia minor је инсект који припада реду ухолажа - Dermaptera и породици Spongiphoridae. 

## Распрострањење
Насељава све континенте изузев Антарктика, иако је чешћа на северној хемисфери. Иако је данас космополитска врста, нејасно је чак и њено присуство у Америци. Зато је неки сматрају алохтоном врстом на Америчком континетну. У Европи је честа, као и у Србији.

## Опис
Спада међу ситне ухолаже величине од 4 до 6 мм. Неуобичајено за инсекте, постоји изражена брига мајке о јајима и потомству, а мајка их храни недељу или две након што се излегу. Има добро развијена крила и добар је летач, за разлику од сродних врста. То је најмања врста ухолаже у Србији, која се најчешће бележи на светлосним клопкама које се користе у истраживању мољаца и других ноћних инсеката које привлачи светлост.

## Синоними
- Copiscelis minor Fieber, 1853
- Forficesila minor Frivaldsky, 1867
- Forficula livida Zschach, 1788
- Forficula minor Linnaeus, 1758
- Labia minuta Scudder, 1876